# Abii ne viderem
Abii ne viderem (Em vaig girar per no veure), per a flauta contralt/viola, baix elèctric, piano i orquestra de corda va ser composta per Guia Kantxeli entre 1992 i 1994. La primera versió per a flauta contralt es va estrenar el 10 de juny de 1992 a Amsterdam amb Eleonore Pameijer (flauta), Marja Bon (piano), Wiek Heijmans (baix elèctric) i la Nieuw Sinfonietta Amsterdam, dirigits per Andrei Boreiko. Va ser un encàrrec del Holland Festival. Té una durada d'uns 26 minuts.
Abii ne viderem és un lament musical vinculat espiritualment al cicle Vida sense Nadal. El títol reflecteix tant la seva experiència personal —marxar de Geòrgia en temps d’atrocitats— com una reflexió universal sobre la impotència davant la guerra i la violència.
La peça combina elements simples: una nota suau i repetida a la viola, un motiu impetuós a l’uníson i salts bruscos d’intervals grans. Alterna pauses de contenció amb esclats furiosos i acaba amb harmònics eteris i acords que desestabilitzen la tonalitat de do. La seva escriptura tonal és poc convencional i inclou referències fragmentàries a estils antics, recordant l’estètica poliestilística de Schnittke.
Va ser la viola solista nord-americana Kim Kashkashian qui va proposar a Guia Kantxeli una nova versió que substituís la flauta contralt per la viola. Aquesta revisió es va realitzar el 14 de març de 1995 a New Haven (Connecticut) amb Kim Kashkashian a la viola i la Stuttgarter Kammerorchester dirigits per Dennis Russell Davies. Aquesta segona edició és la preferida dels directors musicals i la més interpretada.